# Miss Moneypenny
Miss Moneypenny is een personage uit de James Bondromans en -films. Zij is de secretaresse van M, het hoofd van de Britse inlichtingendienst. Hoewel haar rol in de films bescheiden is, wordt haar aanwezigheid altijd benadrukt door de seksuele spanning tussen haar en Bond (in tegenstelling tot de boeken van Ian Fleming).

## Beschrijving
Men neemt aan dat Miss Moneypenny gebaseerd is op collega's van Fleming in de inlichtingendienst van de Britse marine tijdens de Tweede Wereldoorlog. Bijvoorbeeld Kathleen Pettigrew, de assistente van Stewart Menzies. Menzies was het hoofd van MI6 en de inspiratie voor M. Andere kandidaten waren Vera Atkins van Special Operation Executive (SOE), Flemings vriendin Joan Bright Astley en Paddy Ridsdale, de secretaresse van Fleming in de marine inlichtingendienst. Ridsdale speelde een sleutelrol in Operatie Mincemeat. 
Zowel in de boeken als films is Moneypenny verliefd op Bond. In Thunderball schreef Fleming dat zij "often dreamed hopelessly about Bond." Deze gevoelens werden echter nooit uitgesproken.
In de boeken heeft Moneypenny een nog kleinere rol dan in de films. In de boeken heeft Bond een eigen secretaresse, eerst Loelia Ponsonby en later Mary Goodnight. In de films wordt hun tekst overgenomen door Moneypenny. Mary Goodnight speelt wel mee in de filmversie van The Man with the Golden Gun, maar daar blijkt ze op het MI6-bureau in Bangkok te werken.
Moneypenny neemt in principe niet direct deel aan de missies van Bond. Er zijn echter uitzonderingen, bijvoorbeeld in het boek Diamonds Are Forever waarin zij zich vermomt als douanebeambte om Bond op weg te helpen. In de gelijknamige film gebeurt hetzelfde. In Live and Let Die brengt zij samen met M een onverwacht bezoek aan Bonds woonadres.
Op 10 oktober 2005 verscheen bij uitgever John Murray het eerste deel van de trilogie The Moneypenny Diaries. Deze boeken, geschreven door Samantha Weinberg onder het pseudoniem Kate Westbrook, hebben de goedkeuring gekregen van Ian Fleming Publications en geven een beeld van de avonturen van Bond vanuit het perspectief van Moneypenny. Hoewel geen boek of film haar voornaam onthult, krijgt Moneypenny in deze dagboeken een voornaam: Jane.
Omdat ze oorspronkelijk door de Canadese actrice Lois Maxwell werd gespeeld, sprak Moneypenny in de eerste films met een Canadees accent, ondanks de Engelse achtergrond die Fleming haar gaf. Maxwell speelde de rol van Miss Moneypenny in totaal veertien keer. Net als Roger Moore deed ze in A View to a Kill voor het laatst mee in de Bondfilms. Actrice Caroline Bliss nam het van haar over in de films waarin Timothy Dalton de rol van 007 vertolkte, en in de films met Pierce Brosnan werd de rol vertolkt door Samantha Bond.
Miss Moneypenny komt niet meer voor als personage in de Bondfilms Casino Royale (2006) en Quantum of Solace (2008). In Skyfall (2012) wordt ze vertolkt door Naomie Harris.
In Skyfall wordt duidelijk dat Miss Moneypenny ook nog een voornaam heeft, zij stelt zich hier voor als Eve Moneypenny. In het begin van de film is Eve nog actief in het veld, maar schiet ze Bond per ongeluk neer, waarna ze bureauwerk moet gaan doen. Op het einde van de film blijkt ze besloten te hebben om dat zo te laten en is ze de secretaresse van M geworden. Ze is meer actief in het veld zoals Bond dan in de oude films.

## Actrices
Zes verschillende actrices hebben de rol van Miss Moneypenny gespeeld:

### Lois Maxwell
1. Dr. No (1962)
2. From Russia with Love (1963)
3. Goldfinger (1964)
4. Thunderball (1965)
5. You Only Live Twice (1967)
6. On Her Majesty's Secret Service (1969)
7. Diamonds Are Forever (1971)
8. Live and Let Die (1973)
9. The Man with the Golden Gun (1974)
10. The Spy Who Loved Me (1977)
11. Moonraker (1979)
12. For Your Eyes Only (1981)
13. Octopussy (1983)
14. A View to a Kill (1985)

### Caroline Bliss
1. The Living Daylights (1987)
2. Licence to Kill (1989)

### Samantha Bond
1. GoldenEye (1995)
2. Tomorrow Never Dies (1997)
3. The World Is Not Enough (1999)
4. Die Another Day (2002)

### Naomie Harris
1. Skyfall (2012)
2. Spectre (2015)
3. No Time to Die (2021)

## Niet EON Bondfilms

### Barbara Bouchet
1. Casino Royale (1967), onofficiële Bondfilm - Bouchet speelt eigenlijk de dochter van Miss Moneypenny

### Pamela Salem
1. Never Say Never Again (1983), onofficiële Bondfilm